# 산케이 신문 지국장 명예훼손 혐의 사건
산케이 신문 지국장 명예훼손 혐의 사건(産經新聞支局長名譽毁損嫌疑事件)은 2014년 일본 산케이 신문의 전 서울지국장인 가토 다쓰야가 박근혜 대통령을 명예훼손하였다는 혐의로 한국의 독도사랑회 등의 고발에 의해 한국 검찰에서 수사를 시작한 사건이다. 산케이 신문은 세월호 침몰 사고 이후 박근혜의 행적이 오리무중인 몇 시간 동안 박근혜 대통령이 정윤회와 애정행각을 벌인 의혹이 있다고 주장했다.

## 개요
세월호 침몰 사고가 발행한 후 2014년 8월 3일 당시 《산케이 신문》 서울 지국장이던 가토 다쓰야는 세월호 7시간 동안 박근혜 대통령의 행적이 파악되지 않았다는 내용의 《박근혜 대통령 여객선 침몰 당일, 행방불명... 누구와 만났을까?(朴槿恵大統領が旅客船沈没当日、行方不明に…誰と会っていた？)》라는 컬럼을 게재하였다. 일부 시민단체의 고발을 받은 서울중앙지방검찰청은 8월 7일 가토에게 출국 금지 명령을 내리고, 10월 8일 가토를 정보통신망 이용촉진 및 정보보호 등에 관한 법률에 의한 명예훼손 혐의로 불구속 기소하였다. 2015년 4월 14일 검찰은 가토에 대한 출국 금지를 해제하고, 당일 오후에 가토는 일본으로 돌아갔다.
2015년 10월 19일 검찰은 가토에게 징역 1년 6개월을 구형하였으나, 12월 17일 서울중앙지방법원은 최종적으로 가토의 혐의에 대해 정윤회와의 남녀애정행각으로 묘사한 명예훼손은 인정된다고 하고 다만 비방의 목적은 없었기에 무죄를 선고하였다. 가토는 무죄판결 이후 일본으로 돌아가 2016년 '한국법은 대통령과 국민감정에 따라 자의적으로 해석되는 법이 뒤틀린 나라다' 등의 내용이 담긴 《나는 왜 한국에 이겼나 박근혜 정권과의 500일 전쟁(なぜ私は韓国に勝てたか 朴槿惠政権との500日戦争)》이라는 책을 발간하였다.

## 관련 반응
- '국경없는 기자회(RSF)'는 산케이 신문의 가토 다쓰야에 대해 기소를 자제해달라고 요청하였다.[6]

- 일본의 스가 요시히데 관방장관, 기시다 후미오 외무상이 이 문제를 ‘인권유린’이라고 주장하였고, 나무라 가타히로 산케이 신문 편집위원은 노광일 외교부 대변인을 향해 도발적인 질문을 계속하여 설전을 벌였다.[7]
- 일본의 아베 신조 총리는 가토 다쓰야를 영웅으로 대접하였으며 가토를 직접 관저로 불러 45분간의 긴 시간을 할애하고 위로했다.[8][9]
- 미국 국무부는 이 사건관련 수사초기부터 주시했다고 밝혔다.[10] 미국 워싱턴 포스트는 '언론인들, 한국정부의 언론 탄압이 두렵다'(In South Korea, journalists fear a government clampdown on the press)라는 제하의 서울발 기사를 내고, 박근혜 정부가 호의적이지 않은 보도를 싣는 언론매체에 대해 공격적인 단속을 시작했다고 한 뒤, 그 결과 일본의 보수 언론인 가토 다쓰야 전 산케이신문 서울지국장에 대한 고소 건이 불거져 나왔다고 보도하였다.[11][12]
- 일본의 공영방송인 NHK와 각 민영방송들은 속보 형식으로 한국 법원 앞에서 5분 이상 생중계를 했다. 또한 당일 저녁 뉴스 시간에는 일본의 모든 방송사가 일제히 톱뉴스로 판결소식을 전했으며, 일본 일간 매체도 마찬가지였다. 당시 일본 매체들은 속보로 인터넷에 가장 먼저 톱뉴스로 올렸으며, 판결 다음날인 2015년 12월 18일 일본 조간신문에는 모든 언론 매체가 1면 톱뉴스로 다뤘다.[8]
- 가토 다쓰야 기사를 번역한 뉴스프로 번역기자의 자택을 한국검찰이 압수수색하자 외신들은 높은 관심을 보였다.[13]
- 한국의 보수언론인인 조갑제는 어차피 무거운 형벌을 줄 죄가 안 된다면 차라리 풀어주자고 했다.[14]
- 지만원은 박근혜대통령의 판단력때문에 일본기자 가토다쓰야의 밥이 되었다하고 "박근혜가 아니었다면 '왜 나는 한국에 이겼나, 박근혜 정권과의 500일 전쟁'이라는 가토 다쓰야의 책은 발간되지 않았다"했다.[15]
- 한국에서는 일본의 아베 총리와 가토 다쓰야가 박근혜 대통령과 한국 국민들에게 무릎을 꿇고 두 손을 싹싹빌며 큰절을 올리며 사과하는 가면을 쓴 퍼포먼스가 열리기도 했다.[16]
- 한국에서도 가토가 한국을 중세국가라며 비하하는 내용을 담은 책을 내자 가토는 한국에 이긴 것이 아니라 단지 용서받았다는 내용을 담은 반박하는 책이 나왔다.[17]
- 일본정부는 가토다쓰야가 한국에서 기소되자 한국이 일본과 자유와 민주주의, 시장경제 등의 기본적 가치를 공유하는 중요한 이웃나라라는 문구를 일본 외무성 홈페이지에서 삭제하기도 했다.[18]

## 같이 보기
- 일본 공안조사청